# Jan Kotas (pedagog)
Jan Kotas (ur. 6 czerwca 1909 w Oldrzychowicach, zm. 27 lutego 1987 w Cieszynie) – polski pedagog, redaktor czasopism dla młodzieży, działacz społeczno-kulturalny.

## Życiorys
Urodzony w rodzinie pracownika Huty Trzynieckiej.

### Wykształcenie
Ukończył szkołę podstawową w Oldrzychowicach oraz Polskie Gimnazjum w Orłowej, uzyskuje kwalifikację umożliwiającą pracę nauczyciela. W latach powojennych uzupełniał swoje wykształcenie pedagogiczne: w latach 1946–1949 studiował zaocznie na Uniwersytecie Masaryka w Brnie, później 1952–1958 w Ołomuńcu oraz 1962–1965 w Ostrawie.

### Praca zawodowa
W roku 1931 zaczął pracować jako nauczyciel w polskich szkołach w Bystrzycy, Wędryni, Gnojniku. W 1936 roku zostaje kierownikiem jednej z placówek, później nauczycielem w szkole ludowej w Czeskim Cieszynie. W czasach powojennych uzyskuje posadę nauczyciela w polskim gimnazjum w Czeskim Cieszynie, a od roku 1948 podjął pracę w inspektoracie szkolnym w Czeskim Cieszynie. Od 1950 roku przez 11 lat był wykładowcą polskich klas w Szkole Pedagogicznej w Ostrawie, Orłowej i w Czeskim Cieszynie, a w latach 1961–1966 pracował w czeskocieszyńskiej szkole specjalnej. Nauczyciel języka polskiego, czeskiego, geografii, pedagogiki i defektologii. Ostatnim etapem jego pracy nauczycielskiej była praca kierownicza w Okręgowym Instytucie Pedagogicznym w Ostrawie.

## Działalność społeczna
Po wojnie pomagał przywrócić polskie szkolnictwo.

### Praca redaktorska

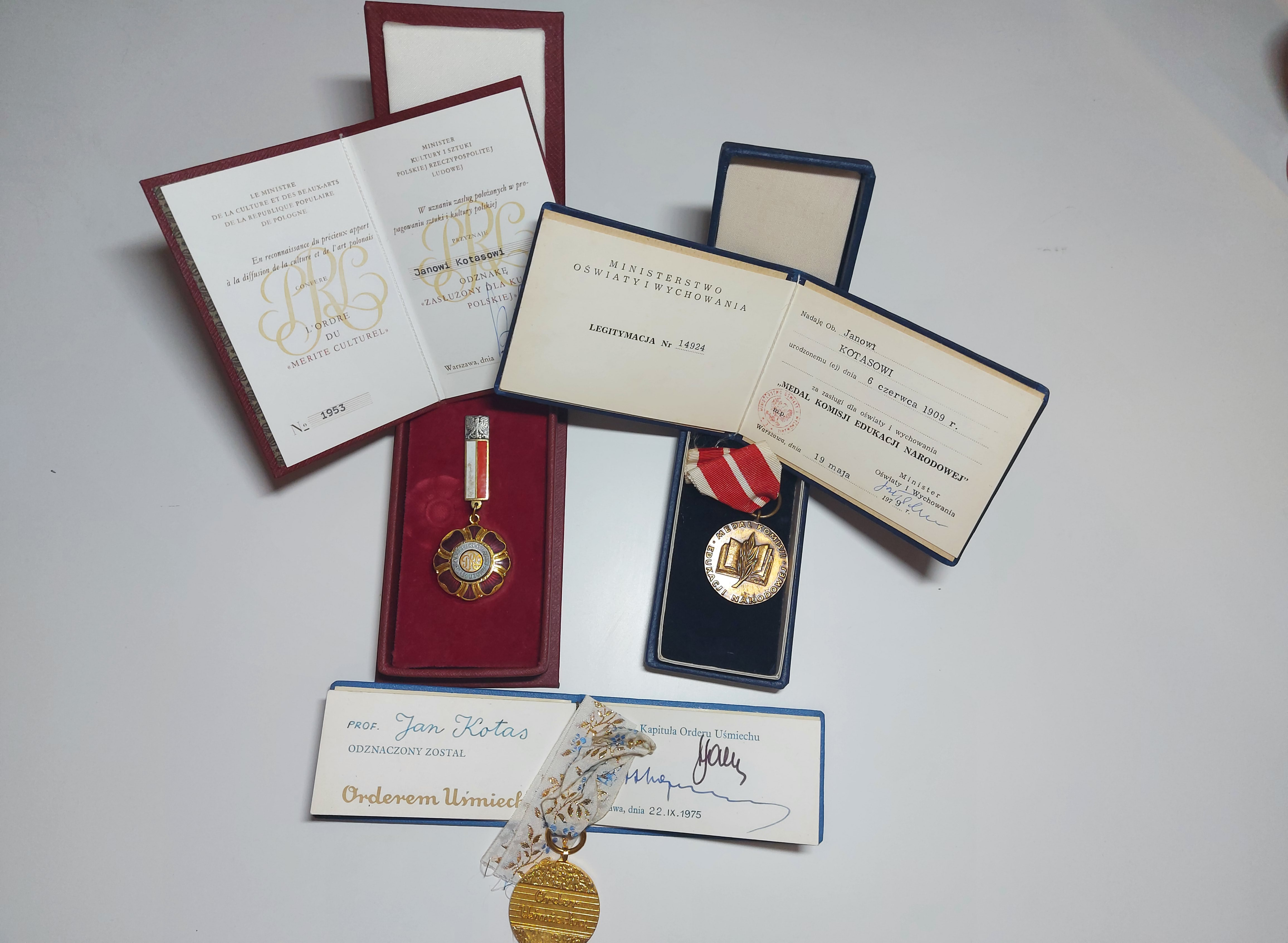
Odznaki

Pisał teksty do „Naszej Szkoły” i „Pracy Szkolnej”, które w tym czasie zastępowały podręczniki. Reaktywował po wojnie czasopisma dla dzieci i młodzieży takie jak „Jutrzenka”, „Ogniwo”, aż do śmierci był ich redaktorem. Pracował w Okręgowym Instytucie Pedagogicznym w Ostrawie, który zajmował się przygotowaniem materiałów dydaktycznych dla nauczycieli polskich szkół podstawowych oraz przedszkoli. Współpracował z polskimi nauczycielami w Polsce. Był inicjatorem i pierwszym redaktorem czasopisma metodycznego dla nauczycieli „Z naszych doświadczeń”. Napisał 3 podręczniki dla szkół polskich.

### Członkostwo w chórach i organizacjach
W 40. latach XX wieku prowadził męski chór „Hejnał” w Trzyńcu. Był aktywnym członkiem PZKO, Chóru nauczycieli polskich.

## Okres wojenny

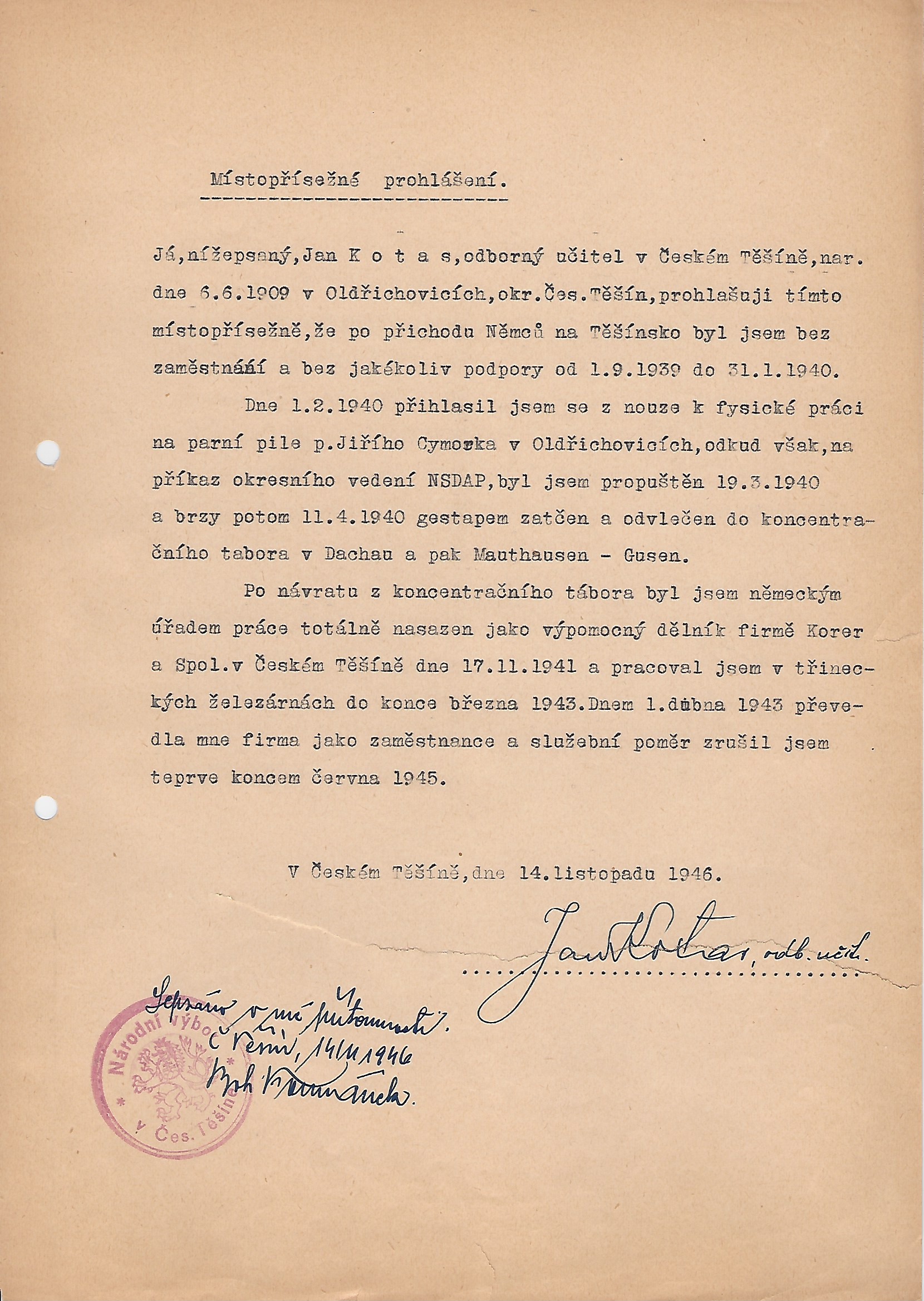
Dokument z 1946 roku

Podczas pierwszych grupowych aresztowań polskiej inteligencji został aresztowany 11 kwietnia 1940 przez Gestapo w Cz. Cieszynie. Od 11 kwietnia roku 1940 do 26 maja roku 1940 więziony w obozie koncentracyjnym Dachau. Później przewieziony do obozu Gusen, gdzie pracował w kamieniołomach. Zwolniony z obozu w październiku 1941 z powodu zranienia. Po powrocie został skierowany przez niemieckie organy do pracy manualnej w firmie Korer, która działała przede wszystkim w Hucie Trzynieckiej, gdzie pracował do końca wojny.

### Odznaki i wyróżnienia
Otrzymał wiele wyróżnień zarówno za pracę społeczną w ramach mniejszości polskiej na Zaolziu (naprz. odznaczenia w ramach PZKO). Jego praca dydaktyczno-pedagogiczna na Zaolziu została doceniona również w Polsce. Otrzymał: Złotą Odznakę ZNP, Złotą Odznakę ZchiO, Order Uśmiechu (1974 r.), Medal Komisji Edukacji Narodowej, Odznaka „Zasłużony dla Kultury Polskiej”.